# Ambarawa (Semarang)
Ambarawa is een Indonesische stad en een onderdistrict (kecamatan) in het regentschap Semarang van de provincie Midden-Java, Indonesië. De stad ligt op ongeveer 50 km ten zuiden van de stad Semarang en is nu vooral bekend vanwege het Spoorwegmuseum Ambarawa, en tijdens de koloniale periode vanwege de militaire kampementen aldaar.
Ambarawa was vroeger een plaatsje vlak bij Fort Willem I, een groot legerkamp van het KNIL. Het kamp was door spoorwegen verbonden met Semarang en met Jogjakarta. Voor dit laatste traject moest een tandradspoorweg van zeven kilometer worden aangelegd, die in 1905 gereed was. Een deel daarvan wordt nog met het originele materieel bereden voor toeristen.
De spoorlijn Kedungjati-Ambarawa werd officieel geopend op 21 mei 1873, tegelijk met het bijbehorende station. De laatste lijn werd opgeheven in 1976. Dit station is sinds de opheffing in 1976 het spoorwegmuseum van Indonesië.

## Verdere onderverdeling
Het onderdistrict Ambarawa is anno 2010 verdeeld in 10 kelurahan, plaatsen en dorpen:
|  | - 01 Ngampin telt 5.042 inwoners - 02 Pojoksari telt 2.815 inwoners - 03 Bejalen telt 1.440 inwoners - 04 Tambakboyo telt 5.330 inwoners - 05 Kupang telt 13.940 inwoners | - 06 Lodoyong telt 6.475 inwoners - 07 Kranggan telt 2.858 inwoners - 08 Panjang telt 8.665 inwoners - 09 Pasekan telt 6.029 inwoners - 10 Baran telt 5.705 inwoners |

## Kampen
Bij Ambarawa lagen tijdens de Tweede Wereldoorlog verschillende zogeheten jappenkampen, waar vrouwen onder wie nonnen, kinderen en (oude) mannen werden vastgezet.
- Tangsi Perlindoengan ("Beschermde Kazerne"), het allereerste kamp in Ambarawa, in een paar officierswoningen, aan de noord-oostzijde van het militaire kampement, het latere Ambarawa 6. Tangsi Perlindoengan was een toevluchtsoord voor vrouwen, kinderen en oude mannen.[4]
- Ambarawa 6 in de barakken van een oud KNIL-kampement in Ambarawa, direct ten westen van Fort Willem I. Op 23 augustus 1945 waren hier rond de 4000 vrouwen en kinderen,[5] waaronder John Wijngaards.[6]
- Ambarawa 7 in de barakken van het afgekeurde KNIL-kampement in Ambarawa, direct ten noordwesten van Fort Willem I. Voor vrouwen en mannen. Op 23 augustus 1945 waren hier rond de 2500 personen.[7]
- Ambarawa 8 in de school en het jongensinternaat van St Louis, beheerd door de Broeders van Maastricht of Broeders van de Onbevlekte Ontvangenis. Het lag aan de westzijde van Ambarawa aan de weg naar Magelang en was voornamelijk bestemd voor vrouwen en kinderen.[8]
- Ambarawa 9 in de school en het internaat van de Zusters Franciscanessen van Heythuysen, aan de westzijde van Ambarawa aan de weg naar Magelang. Het kamp was tot 4-5-1945 een vrouwenkamp, per 1 juli 1945 werd het een Touwslagerskamp met naaiwerkplaats. Vooral bestemd voor vrouwen en kinderen.[9]
- Het kamp Banyubiru bij Banyubiru (Semarang) vijf kilometer ten zuiden van Ambarawa, vooral opvangkamp voor vrouwen en kinderen tegen het eind van de Japanse bezetting van Nederlands-Indië in 1945.
  - kamp Banjoebiroe 10 in de Gevangenis, iets ten oosten van Banjoebiroe. Op 7 augustus 1945 werden enige nabij gelegen KNIL-officierswoningen en barakken bij het kamp getrokken. Er was een vrouwen- en een mannenkamp. In het vrouwenkamp zaten vrouwen, kinderen en oude mannen.[10]
  - kamp Banjoebiroe 11 in een militair kampement, ten oosten van Banjoebiroe, voor vrouwen, kinderen, oude mannen en nonnen.[11]
  - kamp Boejoebiroe 12 in tien officierswoningen ten oosten van Banjoebiroe naast de kazerne, voor vrouwen en kinderen.[12]
- Het werkkamp Bandoengan voor jongens, mannen en nonnen diende voor het verbouwen van groenten. Het lag ongeveer 7 km ten noordwesten van Ambarawa, aan de weg van Ambarawa naar Soemowono en was ondergebracht in huizen.[13]
- Soemowono, voor vrouwen en kinderen 10 km ten noordwesten van Ambarawa. Het kamp bestond uit drie rijen van barakken op een helling (terrasgewijs boven elkaar) met diverse bijgebouwen. De toegangspoort lag aan de hoge zijde van het kamp. Iedere barak had een deur aan beide korte zijden en vier deuren aan de lange zijkant. De barakken waren via open galerijen met elkaar verbonden.[14]

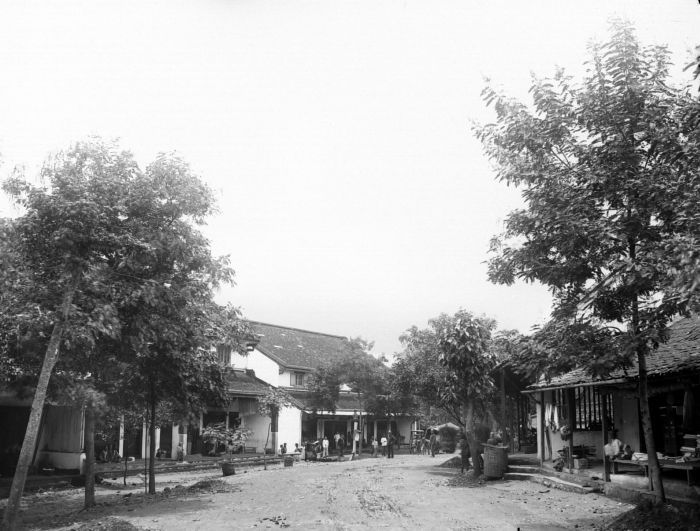
De Chinese wijk te Ambarawa, Semarang (1880)

## Geboren in Ambarawa
- Jan Akkersdijk (1887-1953), voetballer
- Nico Rost van Tonningen (1889-1979), Nederlands vice-admiraal, adjudant van koningin Wilhelmina
- Anton Colijn (1894-1945), Nederlands bergbeklimmer
- Mauritz Christiaan Kokkelink (1913-1994), militie-adjudant-onderofficier van het KNIL en Ridder in de Militaire Willems-Orde.
- Tom Veen (1942-2014), Nederlands onderwijzer en politicus